# Put Him in Bucca
Put Him in Bucca är ett irakiskt TV-program som sänds på Al-Baghdadia TV. Showens namn refererar till Camp Bucca, en amerikansk anläggning i närheten av Umm Qasr som var i bruk från 2003 till 2009. Programmet har jämförts med amerikanska Candid Camera 